# Xiphochaeta nudicosta
Xiphochaeta nudicosta är en tvåvingeart som beskrevs av Louis-Paul Mesnil 1978. Xiphochaeta nudicosta ingår i släktet Xiphochaeta och familjen parasitflugor.
Artens utbredningsområde är Madagaskar. Inga underarter finns listade i Catalogue of Life.